# 失恋ショコラティエ
『失恋ショコラティエ』（しつれんショコラティエ）は、水城せとなによる日本の漫画。2008年『月刊flowers増刊 凛花 RINKA』（小学館）にて第3号（3月14日発行 / 通巻73号）から2010年第10号（6月14日発行 / 通巻108号）まで連載された後、『月刊flowers（フラワーズ）』本誌に移籍し、同年同誌11月号（9月28日発行・発売 / 通巻112号）から定期連載となって2015年2月号（2014年12月27日発行・発売 / 通巻178号）まで、全43話で完結した。単行本は、同社のフラワーコミックスαより全9巻刊行のうち、8巻までの累計発行部数が270万部を突破している（2014年5月時点）。
第36回講談社漫画賞「少女部門」受賞作品。
2014年1月から3月までテレビドラマが放送された。

## あらすじ
製菓学校に通う小動爽太は、チョコレートが大好きな憧れの先輩サエコ（高橋紗絵子）に告白し、OKをもらう。バレンタインデーの前日、爽太は精魂込めて作ったボンボン・ショコラをプレゼントするが、サエコは、別の男性と付き合っているからと受取りを拒否する。そもそも付き合っていると思っていたのは爽太だけで、サエコは｢（爽太とは）エッチはしていないので付き合ってはいないし、二股にもならない」とのことだった。
傷心の爽太は製菓学校を卒業後フランスに渡り、有名パティスリーのラトゥリエ・ド・ボネールで、菓子作りの研鑽に励む。5年後、爽太はボネールの日本出店を機に帰国し、マスコミからボネール日本店を支える若きショコラティエ、通称・チョコレート王子として紹介される。
ただサエコを振り向かせたい一心で修業に励んできた爽太だったが、帰国後再会したサエコはすでに他の男との結婚が決まっていた。間もなく爽太は独立してショコラ専門店「ショコラヴィ」を開店。サエコも結婚し、互いに新たな道を歩み始めるが、サエコを諦めきれない爽太は客として店を訪れたサエコに対し、彼女が理想とする「悪い男」をあえて演じることでアプローチをかけていく。
そんなある日、爽太はショコラティエ仲間の誕生日パーティで出会ったモデルの加藤えれなと互いの片思いについて語り合い、意気投合する。互いの立場に共感した二人は、お互いに本命の相手がいることを承知の上で、セックスフレンドとして関係を持つようになる。一方、爽太からは幸せな結婚生活を送っていると思われていたサエコは、裏では家庭を顧みない夫に疲弊し、結婚生活への不満を募らせていた。
爽太とえれなは片思い仲間として良好な関係を築いていくが、ある時えれなの本命の恋が破れたことで互いの心境に変化が生じるようになる。爽太はえれなと真剣に付き合うためにサエコへの想いを断ち切ろうとするが、その矢先、夫のDVに耐えかねて家を飛び出したサエコが店に押し掛けてきたことで、今度は彼女と肉体関係を持つようになる。さらに長年密かに爽太を想い続けていた「ショコラヴィ」従業員・井上 薫子の働きかけもあり、やがて爽太の恋は決着の時を迎えることとなる。

## 登場人物
声はドラマCD版 /ムービーコミック版の順に表記。
小動 爽太（こゆるぎ そうた）
声:下野紘
本作の主人公。25歳。通称：チョコレート王子。実家がケーキ屋で、高校卒業後に製菓学校へ進学。高校1年生の時、1年先輩のサエコに一目惚れし、一途に想い続ける。振られた後も、サエコを振り向かせるためだけにフランスへ修業に行き、帰国後はショコラティエとして自分の店「ショコラヴィ」を持つまでに成長する。サエコの結婚後も気持ちは変わらない。妄想癖の一面があり、サエコの白昼夢を見ることもしばしばある。
サエコを振り向かせるために「悪い男」になることを決心し、その一歩として『自分を改革するため』に加藤えれなと肉体関係を持つ。
高橋 紗絵子（たかはし さえこ）→ 吉岡 紗絵子（よしおか さえこ）
声:葉月絵理乃 / M・A・O
本作のヒロイン。26歳。爽太の高校の1年先輩。通称：サエコ。大のチョコレート好きで、様々な店を食べ歩いている。数々の男を惑わせてきた魔性の美女で、爽太曰く「妖精さん」。高校時代から恋愛経験が豊富で、当時の彼氏とたまたま不仲だった時、爽太の告白に応じるが、元彼とヨリが戻るとあっさりと爽太を捨てた。良くも悪くも自分に正直で、明るくポジティブな性格。爽太の帰国後、幸彦と結婚し、吉岡姓になる。
誰もが羨むような結婚をしたが、徐々に不自由な夫婦生活に不満を抱くようになる。
オリヴィエ・トレルイエ
声:神谷浩史 / 佐藤祐吾
26歳。フランス人。有名老舗「パティスリー・トレルイエ」のオーナーの四男であり御曹司。名実ともに「王子」と呼ぶにふさわしい紳士的なイケメンだが、日本の漫画・アニメが大好きなオタクの一面もある。ボネールで働いていたところへ爽太が押しかけてきて、日本の漫画雑誌と交換という条件でボネールのオーナーに取り次いだ。それ以来、爽太とは親友で家族ぐるみの付き合いとなる。爽太の帰国とともに来日し「ショコラヴィ」の従業員になる。爽太の妹・まつりに片想いする。
井上 薫子（いのうえ かおるこ）
声:生天目仁美 / 安済知佳
32歳。爽太の実家のケーキ屋で働いていた女性従業員。「ショコラヴィ」のオープン後はマネージャー的存在として接客全般や販売戦略なども担当する美人の才女。爽太との付き合いも長く、ひそかに爽太に片思いをしているが言い出せずにいる。真面目な性格の常識人だが恋愛に関しては奥手で、爽太を取り巻く女性や関谷との交流を通じて自身の価値観について葛藤するようになる。
小動 まつり（こゆるぎ まつり）
声:渡辺明乃 / 鈴木愛奈
20歳。爽太の妹。大学生。暇な時に店を手伝っている。ゲーム好きのオリヴィエとは気が合う。爽太にとっては「ガサツな妹」だが素直で明るい少女。しかし、友人の彼氏との辛い三角関係の恋にはまり込んでしまう。
小動 誠（こゆるぎ まこと）
59歳。爽太とまつりの父親。代官山でケーキ屋を営んでいた。店を爽太に譲り、「ショコラヴィ」オープン後は従業員の一人。
六道 誠之助（りくどう せいのすけ）
声:諏訪部順一 / 堀川りょう
37歳。通称：チョコレートの貴公子。豪華で高級なチョコレート専門店「RICDOR（リクドー）」の、オーナーショコラティエである。「RICDOR」に視察にやって来た爽太とは初対面で仲良くなり、爽太に同業者として様々な刺激を与える。オネエ言葉をしゃべる同性愛者で、爽太に（彼が異性愛者だと知りつつも）想いを寄せる。
加藤 えれな（かとう えれな）
声:小清水亜美 / 松井恵理子
26歳。「RICDOR」の宣伝をしているモデル。PV撮影で出会った名前も知らないドラマーに片想いをしている。爽太とは六道の誕生パーティーで出会い、お互いの片想いを語るうちに肉体関係を結ぶ（合意の下のセックスフレンド）。爽太は『自分を改革するため』に彼女と肉体関係を持つようになる。
後に意中の相手である倉科と再会するが、その恋が成就することはなく、次第に爽太との関係も変化していくこととなる。
関谷（せきや）
声:杉田智和
25歳。「RICDOR」スタッフの男性。無表情で淡々としているが、誠之助のことは尊敬している。誠之助に世界を広げるため「今まで行った事のない人と食事に行くこと」との宿題を出され、薫子を飲みに誘う。
吉岡 幸彦（よしおか ゆきひこ）
38歳。サエコの夫。大手出版社のグルメ雑誌「グルメシーカー」の副編集長。食通で、爽太のショコラティエとしての腕を高く評価している。仕事熱心で経済力もあるが家庭を顧みないところがあり、過去に離婚歴がある。また、短気で酒乱という悪癖があり、DVで精神的にも肉体的にも紗絵子を悲惨な目に追い込んで行く。
倉科（くらしな）
25歳。えれなの片思いの相手。マイナーなバンドのドラマー。大人な対応の出来る誠実な男性。懸命に告白するえれなに対して、実は妻帯者で娘も2人いると説明。丁重に断りを入れた。

## 書誌情報
- 水城せとな 『失恋ショコラティエ』 小学館〈フラワーコミックスα〉全9巻
  1. 2009年1月14日発行[10]、ISBN 978-4-09-132260-9
  2. 2009年12月15日発行[11]、ISBN 978-4-09-132824-3
  3. 2010年12月15日発行[12]、ISBN 978-4-09-133464-0
  4. 2011年11月15日発行[13]、ISBN 978-4-09-134114-3
  5. 2012年5月15日発行[14]、ISBN 978-4-09-134469-4
  6. 2013年1月15日発行[15]、ISBN 978-4-09-135055-8
  7. 2013年9月15日発行[16]、ISBN 978-4-09-135465-5
: 巻末に「水城せとな デビュー20周年記念スペシャル寄稿」も収録[17]。
  8. 2014年5月14日発行[18]、ISBN 978-4-09-136114-1
  9. 2015年2月15日発行[19]、ISBN 978-4-09-136804-1

高瀬ゆのかによりフラワーコミックスルルルnovelsにてオリジナルストーリーの小説が全1巻出版された。ドラマ版のノベライズは#別節を参照。
- 著：高瀬ゆのか、原作・イラスト：水城せとな  『失恋ショコラティエ』 小学館〈フラワーコミックスルルルnovels〉 全1巻
  - ショコラなしでは苦すぎる 2014年9月10日発売、ISBN 978-4-09-135829-5

## ドラマCD
- 失恋ショコラティエ ドラマCD Vol.1（2010年12月22日発売）規格品番：LACA-15088
- 失恋ショコラティエ ドラマCD Vol.2（2011年1月26日発売）規格品番：LACA-15097

ドラマCD第1弾では、原作第1巻までの内容が、第2弾では第2巻の内容がドラマCD化される。

## チョコレート
作中に登場する、「ショコ・ラ・ヴィ」のチョコレートを再現したボックスが、2014年1月20日から三越伊勢丹が開催するチョコレートの祭典「サロン・デュ・ショコラ 2014」にて販売された。この「『失恋ショコラティエ』チョコレートコレクション」を手がけたのは、チョコレート専門店「THEOBROMA」の土屋公二で、クローバーをあしらった「ポネール」や、エクレアをボンボンに仕立てた「エクレールシトロン」など、6種類のチョコが1箱に集めたチョココレクションであった。原作のイラストを交えてチョコを解説したしおりと、ショコ・ラ・ヴィのショップカードも封入されて、外箱やショップカードのデザインは原作者の水城が担当し、サロン・デュ・ショコラのテオブロマブースにて販売された。テレビドラマの放送と同時期の発売だが、たまたま重なっただけで、関連性はない企画である。

## 受賞歴・ノミネートなど（漫画）
- 2011年 第2回ananマンガ大賞 大賞受賞[23]。
- 2012年度 第36回講談社漫画賞「少女部門」受賞[7]。
- 2014年 「男子がハマった女子漫画ランキング：連載中Best20」の第10位（KADOKAWA、月刊『エンタミクス』6月号調べ[24]）。

「マンガ大賞」ノミネート歴
- 2010年 第3回：第一次選考作品[25]。
- 2011年 第4回：第5位[26][27]。
- 2012年 第5回：第一次選考作品[28]。
- 2013年 第6回：第一次選考作品[29]。

## テレビドラマ
『失恋ショコラティエ』（しつれんショコラティエ）は、2014年1月13日から3月24日まで毎週月曜日21:00 - 21:54に、フジテレビ系の「月9」枠で放送された日本のテレビドラマ。通称「失ショコ」「ショコ潤」。全11回。
主演は松本潤と石原さとみ。

### キャスト
人物詳細は原作部分を参照。本項目では簡単な続柄を記載。

#### 主要人物
小動 爽太（こゆるぎ そうた）
演 - 松本潤
「ショコラ・ヴィ」オーナーショコラティエ。本場パリの老舗チョコレート専門店「ラトゥリエ・ド・ボネール」でチョコレート菓子を学ぶ。
高橋 紗絵子（たかはし さえこ） → 吉岡 紗絵子（よしおか さえこ）
演 - 石原さとみ
爽太が15歳のときから片想いをしている既婚女性。
井上 薫子（いのうえ かおるこ）
演 - 水川あさみ
パティシエール兼ショコラティエール。店のまとめ役を担う。
加藤 エレナ（かとう えれな）
演 - 水原希子
爽太のセックスフレンド。六道の友人。
オリヴィエ・トレルイエ
演 - 溝端淳平
ショコラティエ。「パティスリー・トレルイエ」の御曹司。父はフランス人、母は日本人のハーフ。
小動 まつり（こゆるぎ まつり）
演 - 有村架純
大学生のアルバイト店員。爽太の妹。
六道 誠之助（りくどう せいのすけ）
演 - 佐藤隆太
「リクドー」オーナーショコラティエ。

#### ショコラ・ヴィ
小動 誠（こゆるぎ まこと）
演 - 竹中直人
「ショコラ・ヴィ」の前身である「パティスリー・TOKIO」のオーナーパティシエ。爽太・まつりの父親。

#### リクドー
関谷 宏彰（せきや ひろあき）
演 - 加藤シゲアキ（NEWS）
ショコラティエ。

#### その他
吉岡 幸彦（よしおか ゆきひこ）
演 - 眞島秀和
紗絵子の夫。「グルメシーカ」副編集長。

#### ゲスト
藤本 涼子（ふじもと りょうこ）
演 - 夏月（第4話）
女優。自身のブログで「ショコラ・ヴィ」の「ムース・オ・ショコラ」を高く評価する。
倉科（くらしな）
演 - 佐藤祐基（第5話 - 第6話）
ユカリン
演 - 若月佑美（当時：乃木坂46）（第6話）
まつりの親友。現在交際中の彼氏はまつりと浮気していた。
中村 大介（なかむら だいすけ）
演 - 千葉雄大（第7話）
ユカリンやまつりと2股交際をしていたが、まつりに別れを告げられる。

### スタッフ
- 原作 - 水城せとな『失恋ショコラティエ』（フラワーコミックスα / 「月刊flowers」連載、小学館）
- 脚本 - 安達奈緒子、越川美埜子
- 音楽 - Ken Arai
- 演出 - 松山博昭、宮木正悟、関野宗紀、品田俊介、小原一隆
- 主題歌 - 嵐「Bittersweet」（ジェイ・ストーム）
- 監督補 - 品田俊介
- 演出補 - 岩城隆一、野田悠介
- オープニングVFX - 山本雅之
- フラッシュアニメ - 中田仙次郎
- ショコラティエ監修 - 三浦直樹
- フードコーディネーター - 住川啓子
- フランス語指導 - デミトリー、黒木許子
- 所作指導 - ジャンポールチェボー、山崎寛朗
- 所作協力 - エコール辻東京、国際製菓専門学校、和光、山崎正也、松本しのぶ
- プロデュース - 若松央樹、小原一隆
- プロデュース補 - 西田久美子、荻田真弓
- 制作著作 - フジテレビ

### 放送日程
| 各話                                                      | 放送日  | サブタイトル                         | 脚本       | 演出     | 視聴率 |
| --------------------------------------------------------- | ------- | ------------------------------------ | ---------- | -------- | ------ |
| 第1話                                                     | 1月13日 | もっとあなたに傷つけられたい!!       | 安達奈緒子 | 松山博昭 | 14.4%  |
| 第2話                                                     | 1月20日 | 今夜も"妄想"と片想いが止まらない     | 安達奈緒子 | 松山博昭 | 12.7%  |
| 第3話                                                     | 1月27日 | 走り出した恋、それぞれの告白へ       | 安達奈緒子 | 宮木正悟 | 13.3%  |
| 第4話                                                     | 2月03日 | 2人の恋は、チェスのように            | 越川美埜子 | 宮木正悟 | 11.8%  |
| 第5話                                                     | 2月10日 | 切ない切ない切ない…                  | 越川美埜子 | 松山博昭 | 10.5%  |
| 第6話                                                     | 2月17日 | 俺、失恋することにした               | 安達奈緒子 | 関野宗紀 | 12.0%  |
| 第7話                                                     | 2月24日 | ……なんの、涙? 現実にしていいの?      | 安達奈緒子 | 宮木正悟 | 11.7%  |
| 第8話                                                     | 3月03日 | ついに間男に成り上がったよ           | 越川美埜子 | 品田俊介 | 11.4%  |
| 第9話                                                     | 3月10日 | 最終章突入! 正も誤もない、これが恋だ | 安達奈緒子 | 小原一隆 | 11.2%  |
| 第10話                                                    | 3月17日 | 最終回前夜! 未来に何も思い描けない   | 越川美埜子 | 宮木正悟 | 11.4%  |
| 最終話                                                    | 3月24日 | ついに今夜、全員の片想いが完結!      | 越川美埜子 | 松山博昭 | 13.7%  |
| 平均視聴率12.3%（視聴率は関東地区・ビデオリサーチ社調べ） |         |                                      |            |          |        |

- 初回・第2話・最終話は15分拡大（21:00 - 22:09）。さらに初回放送の前座番組として、松本潤出演の生放送による『疾走ショコラティエ』（20:59 - 21:00）も別途放送。

### 受賞歴（テレビドラマ）
- 第17回日刊スポーツ・ドラマグランプリGP冬[35]
  - 作品賞 （失恋ショコラティエ）
  - 主演男優賞 （松本潤）
  - 助演男優賞 （佐藤隆太）
  - 助演男優賞 （溝端淳平）2位[35]
  - 助演女優賞 （石原さとみ）
  - 助演女優賞 （水川あさみ） 2位[35]
  - 助演女優賞 （水原希子）5位[35]
- 第80回ザテレビジョンドラマアカデミー賞
  - 主演男優賞 （松本潤）
  - 助演女優賞 （石原さとみ）
  - ドラマソング（Bittersweet）
  - 監督賞 （松山博昭、宮木正悟、関野宗紀ほか）
- 東京ドラマアウォード2014 助演女優賞 （フジテレビ『失恋ショコラティエ』）
- 第24回TV-LIFE年間ドラマ大賞2014 助演女優賞
- 第11回TVnavi ドラマ・オブ・ザ・イヤー2014 助演女優賞
- Yahoo!検索大賞2014・女優部門

### DVD/Blu-ray
- 失恋ショコラティエ DVD BOX （2014年9月10日発売、ポニーキャニオン） 規格品番：PCBC-61725
- 失恋ショコラティエ Blu-ray BOX （2014年9月10日発売、ポニーキャニオン） 規格品番：PCXC-60049

### サウンドトラックCD
- フジテレビ系ドラマ『失恋ショコラティエ』オリジナル・サウンドトラック。（2014年2月26日発売 、ポニーキャニオン）規格品番：PCCR-587

| 収録曲（タイトル） | 収録曲（タイトル） |
| ------------------ | ------------------ |
| 01                 | Marble             |
| 02                 | Chocolat Concer    |
| 03                 | TALK 2 ME          |
| 04                 | LOVE GAME          |
| 05                 | Swingin' Chicks    |
| 06                 | Phonecall          |
| 07                 | SOUL TWIST         |
| 08                 | Sweet Little Lies  |
| 09                 | BOY                |
| 10                 | Kiss and Cry       |
| 11                 | Aube               |
| 12                 | Steppin            |
| 13                 | Sugar Parade       |
| 14                 | Regrets            |
| 15                 | FISHBORN DISCO     |
| 16                 | DANCE MUSIC        |
| 17                 | Still In Love      |
| 18                 | Mushrooms          |
| 19                 | 8bit Paris         |
| 20                 | Diuble Dipper      |
| 21                 | French Rockstar    |
| 22                 | Rainbow            |

### 関連書籍
- 著：白戸ふみか、脚本：安達奈緒子・越川美埜子、原作：水城せとな 『ドラマ 失恋ショコラティエ』 小学館〈小学館文庫〉 全2巻
  - 前篇 2014年2月14日発売 ISBN 978-4-09-406024-9
  - 後篇 2014年4月8日発売 ISBN 978-4-09-406042-3

## ムービーコミック
ムービーコミックとは漫画に音声や特殊効果を加えた動画。スマートフォン向けのエンタメアプリ「UULA」にて配信。
UULAマンガ 失恋ショコラティエ（2015年9月1日より配信）全19話。主題歌はU-KISS「Rock Me」と、スヒョン「君だけを」。

### キャスト（ムービーコミック）
声の出演
小動爽太：下野紘
高橋紗絵子：M・A・O
加藤えれな：松井恵理子
オリヴィエ・トレルイエ：佐藤祐吾
井上薫子：安済知佳
小動まつり：鈴木愛奈
六道誠之助：堀川りょう